# (134180) Nirajinamdar
(134180) Nirajinamdar est un astéroïde de la ceinture principale.

## Description
(134180) Nirajinamdar est un astéroïde de la ceinture principale. Il fut découvert le 1er février 2005 à la station Catalina par le projet CSS (Catalina Sky Survey). Il présente une orbite caractérisée par un demi-grand axe de 2,44 UA, une excentricité de 0,08 et une inclinaison de 13,2° par rapport à l'écliptique.
Il est nommé d'après un contributeur de la mission OSIRIS-REx dont l'objet est l'étude de l'astéroïde (101955) Bénou.